# さすらい署長 風間昭平
『さすらい署長 風間昭平』（さすらいしょちょう かざましょうへい）は、2003年からテレビ東京・BSテレビ東京共同制作で放送されているテレビドラマシリーズ。主演は北大路欣也。
放送枠は「女と愛とミステリー」（第1作・第2作）、「水曜ミステリー9（第1期）」（第3作 - 第8作）、「水曜ミステリー9（第2期）」（第9作 - 第11作）、「水曜エンタ・水曜ミステリー9」（第12作）、「月曜プレミア8」（第15作 - 第17作）。
第11作と第12作は「〜特選！秋の旅情サスペンス〜」、第13作は「G.W.ミステリー特別企画」として放送。

## キャスト

### 主人公
風間昭平
演 - 北大路欣也
本庁から特命を受け、全国の所轄署の署長職を転々としている。何らかの事情で署長職が空席になった署において次の署長が着任するまでの短期間でのつなぎ的な勤務のため、自らは「ワンポイントリリーフ」と言うが、周囲からは「さすらい署長」と呼ばれる。制服と携帯電話が苦手で「自分の天敵」と称するためか、制服の着用と携帯電話の所持を避けていたが、第14作にて携帯電話（スマートフォン）は所持するようになる。制服を着ないことについて地元の警察官から理由を尋ねられたり、指摘されたりしている。
単身赴任中で家族は、妻（和代）、女子高生の娘（ゆかり）、中学生の息子がいる（第1作）。妻と娘（ドイツに留学）は墨田区の高層マンションに住んでいて、特製の野菜ジュースを赴任先に送ったりしている。第13作ではおいしかったと赴任先の刑事課長からも、太鼓判をもらう。
署長職且つ都道府県を跨って異動していることから、キャリア或いは警視正以上の階級に就くノンキャリアであると考えられていたが、長らく触れられておらず、第9作でキャリア、第14作にて階級が警視正であることが漸く判明した。
愛車はSUVで後部に自転車を積んでいる。愛車は初回はパジェロ、2〜12作・16作はハイラックス・サーフ、13、15作ではランドクルーザー・プラド、14作では70系ランドクルーザー。ただし本人は愛車を、「ランドクルーザー」（第2作で）、「ランクル」（第3作で）と呼んでいる。
本庁からの特命という設定であるが、所轄署の署長職は大規模警察署で警視正、小中規模警察署は警視の階級の警察官が就任するため、所轄署の署長職を警視正の階級で盥回しにされている点を考えると、何らかの理由によって出世コースから外されているものと考えられる。

### その他
村里耕二
演 - 石倉三郎（第1作・第2作・第6作・第11作・第15作・第16作・第17作）
岩手県盛岡南警察署 捜査一課 刑事。
第6作でたまたま母親の住む小豆島に帰省していたことで風間と鉢合わせし、島内での捜査に協力している。
阪本一平
演 - 左とん平（第9作・第10作・第12作・第13作）
鮒鮨「阪本屋」主人。第9作で風間と出会った際はいきなり怒号と罵倒を浴びせたが、後に風間が警察署長であると知るや否や縮こまってしまう。第10作以降からは度々旅行に繰り出しており、その都度風間と再会しては嫌な顔をするようになる。

### ゲスト
第1作「みちのく北上川殺人事件」（2003年）
- 警察関係者

- 小向源吾（岩手県盛岡南警察署 刑事課長・風間の警察学校の同期） - 新克利
- 吉竹利治（岩手県盛岡南警察署 刑事） - 木村栄
- 川守田祐介（岩手県盛岡南警察署 刑事） - 水野純一
- 児島彩香（岩手県盛岡南警察署 刑事） - 長井槇子
- 岩手県盛岡南警察署 刑事 - 長沢政義

- その他

- 樋口明（ヒグチプロモーション 社長） - 菊池隆則
- 越川浩（安比高原スキー場 従業員・北斗タイムス 元記者） - 岡野進一郎
- 安藤鉄夫（暴力団構成員・スナック「DOGA」オーナー） - 近童弐吉
- 上松政治（奥州医科大学病院 法医学者） - 黒沼弘己
- 南坂千佳子（正子の娘・元教師・自殺未遂をして奥州医科大学病院に入院中） - 布施あい子
- 日立浜中学校 校長 - 頭師孝雄
- 南坂（正子の夫） - 佐竹明夫
- チアキ（殺人事件の目撃者・村里の知り合い） - 亜路奈
- 高見英子（高見の妻） - 小川真実
- 高見隆二（北斗タイムス 編集長） - 石橋蓮司
- 南坂正子（日立浜中学校 元教師） - 藤村志保

第2作「こまち田沢湖殺人事件」（2004年）
- 警察関係者

- 藤田政雄（秋田中央警察署 前署長・1か月前失踪） - 中原丈雄
- 大久保（秋田中央警察署捜査一課 刑事） - 江藤潤
- 川村（角館南警察署 交通課長） - 鈴木正幸
- 上杉（秋田中央警察署捜査一課 刑事） - 加藤大治郎
- 高倉（秋田中央警察署捜査二課 刑事） - 大島宇三郎
- 岡島（角館南警察署 次長） - 杜澤たいぶん
- 松川純子（秋田中央警察署捜査一課 刑事） - 岡田薫
- 北畠（角館南警察署 部長刑事） - 不破万作
- 秋田中央警察署 立番警官 - 狩谷欣昭
- 細川（秋田中央警察署 次長） - 中山仁

- その他

- 藤田頼子（藤田の妻） - 姿晴香
- 村里絵美（村里の娘） - 勝野雅奈恵
- 煙山太一郎（角館観光タクシー 運転手） - 薗田正美
- 香本繁（暴力団「鶴田組」組員） - 永倉大輔
- 笹木秀雄（秋田日報 記者） - 岸端正浩
- 横沢宏（頼子の兄） - 草薙良一
- 佐藤和助（ゆき江の父・茶筒職人） - 山谷初男
- 角館観光タクシー 社長 - 相馬剛三
- 河野（角館観光タクシー 事務員） - 南條豊
- 小谷常吉（ひき逃げ被害者・当たり屋） - 城春樹
- 藤木富治（土産物屋「藤木伝四郎商店」店主） - 津村鷹志
- 佐藤ゆき江（芸者） - 原日出子

第3作「えちご恋人岬殺人事件」（2005年）
- 警察関係者

- 亀山平次（新潟中警察署刑事課 刑事） - 六平直政
- 江藤瑞希（新潟中警察署刑事課 刑事） - 渋谷亜希
- 神田三四郎（新潟中警察署刑事課 刑事） - 岩田和樹
- 鈴木万吉（新潟中警察署 鑑識） - 城後光義
- 野上貞三（新潟中警察署 捜査課長） - 磯部勉
- 堀之内彰（新潟中警察署 副署長） - 西田健

- その他

- 吉岡春子（旅館の仲居） - 多岐川裕美
- 武本洋平（竜王予備校 講師） - 加納竜
- 伊達敬一（伊達歯科医院 院長） - 篠塚勝
- 本間（本間工芸 店主） - 佐渡稔
- 矢崎（松平の父・7年前死亡） - 灰地順
- 伊達真弓（伊達の妻） - 日下由美
- 武本敏子（武本の妻） - 村松恭子
- 北沢由岐（竜王予備校 生徒・尖閣湾で身投げした女性） - 高松あい
- 相川菊恵（クラブ「オリオン」ホステス） - 未向
- 竜王予備校 スタッフ - 鹿島信哉、渡会良
- 初音（芸者） - 内山千春
- 北沢邦男（由岐の父・松平の友人） - 堀光昭
- 田中登美子（施設「白船学園」元園長） - 風見章子
- 吉岡孝太郎（春子の息子・竜王予備校 生徒） - 久保山知洋
- 松平隆司（日本海物産 社長・婿養子） - 勝野洋

第4作「とやま地獄谷殺人事件」（2006年）
- 警察関係者

- 小沢（富山西警察署 刑事） - 井上高志
- 徳田（富山西警察署 刑事） - 渡部雄作
- 真崎（富山西警察署 刑事） - 加藤英真
- 緒形（富山西警察署 刑事） - 朝倉伸二
- 篠塚（富山西警察署 刑事） - 新井政男
- 萩原（富山西警察署 刑事） - 木野しのぶ
- 井上（小矢部中央警察署 巡査） - 三升家小勝
- 富山西警察署 鑑識 - 伊集院八朗
- 柳原富雄（富山西警察署刑事課 課長） - 本田博太郎
- 山県芳郎（富山西警察署 副署長） - 笹野高史

- その他

- 北森千佳子（利三郎の三女・鋳物職人） - 高橋かおり
- 中江美和子（利三郎の長女・紀一郎の後妻） - 北原佐和子
- 北森香苗（利三郎の次女・ルポライター） - 喜多嶋舞
- 津村俊彦（旭商事 専務） - 春田純一
- 吉村善三（吉村造船所 社長・利三郎の遠い親戚） - 松山政路
- 加納（富山医科大学 法医学教授） - 大林丈史
- 小山（鎧武者が刀で中江紀一郎を刺している現場を目撃した男性） - 神戸浩
- 中江陽介（紀一郎と前妻の息子） - 穴原辰宣
- 津村文代（津村の妻） - 山岸星子（ノンクレジット）
- 中江紀一郎（旭商事 社長） - 三浦浩一
- 北森利三郎（鋳物屋「利三郎商店」主人） - 神山繁

第5作「しなの千曲川殺人事件」（2006年）
- 警察関係者

- 永山有紀子（上田中央警察署警備課） - 遠野凪子
- 笠松亨（上田中央警察署 副署長） - 渡辺哲
- 寺内（上田中央警察署 刑事） - 立花伸
- 田丸（上田中央警察署 刑事） - 岡田正典
- 上田中央警察署 刑事 - 竜川剛、新井政男
- 上田中央警察署 鑑識 - 伊集院八朗
- 山浦健太（上田中央警察署 刑事課長） - 深水三章
- 倉阪次郎（上田中央警察署 警備課長） - 赤塚真人
- 溝口直人（千曲東警察署生活安全課 巡査部長・絹子の同級生） - 梨本謙次郎

- その他

- 沖嶋昌代（沖嶋の妻・「ホテル圓山荘」従業員） - 土屋貴子
- 井口麻里子（ペンギンズバーのホステス・岡崎の恋人） - 吉井丈絵
- 小倉陽子（絹子の娘・女子高生） - 多岐川華子
- 小倉絹子（15年前の暴行殺人事件の被害者・事件当時24歳） - 藤井麻衣子
- 付け場のオヤジ - 江幡高志
- 福子（食堂女将） - 宮園純子
- 岡崎恒雄（レストランバー「コパカバーナ」経営者） - 深見亮介
- 沖嶋辰也（無職） - 岸端正浩
- 牧野耕平（車掌・絹子の同級生） - 遠矢武
- 小倉節子（絹子の母・小岩井紬工房 職人） - 星由里子

第6作「さぬき・金毘羅殺人事件」（2007年）
- 警察関係者

- 伴内（高松中央警察署 刑事課長） - でんでん
- 志村（高松中央警察署 副署長） - 河西健司
- 森（高松中央警察署 刑事） - 若林久弥
- 鈴木（高松中央警察署 刑事） - 掛田誠
- 三沢（高松中央警察署 刑事） - 森聖二
- 田辺（鑑識員） - 小倉功
- 谷垣（小豆南警察署 刑事係長・村里の幼馴染） - 齋藤洋介
- 秋山（高松中央警察署 刑事） - 増沢望

- その他

- 豊村舞子（オリーブ園経営・村里の姪） - 原沙知絵
- 宇田川澄江（元クラブのホステス） - 原久美子
- 二宮亜紀（ミスさぬきうどん・ホテルフロント係） - 神矢ゆき
- 奄美（石材屋社長） - 真実一路
- 佐伯勝正（検事） - 酒向芳
- 手塚弘子（新日本総合商事 社員） - 矢代朝子
- 権藤珠子 - 水木薫
- 太田義一（不動産会社経営・澄江の愛人） - 加藤満
- 可奈子（クラブホステス） - 堀ひろこ
- 山形明（相場師） - 石橋雅史
- 太田和子（太田の妻） - 山田スミ子
- 権藤高明（会社役員） - 永澤俊矢
- 西山武志（新日本総合商事 営業マン） - 山下規介

第7作「つがる弘前城殺人事件」（2007年）
- 警察関係者

- 北畠浩美（弘前北警察署警備課 刑事） - 宮本真希
- 外岡四郎（弘前北警察署警備課 課長） - 河原崎建三
- 山鼻俊平（弘前北警察署刑事一課 課長） - 鈴木正幸
- 弘前北警察署 立番警官 - 竹田君
- 舟木（弘前北警察署 刑事） - 野仲イサオ
- 吉塚（弘前北警察署 警部） - 香川耕二
- 田所（弘前北警察署 刑事） - 石原辰己
- 遅沢（弘前北警察署 鑑識員） - 岡田啓壱
- 向井（青森県警察本部警備課 刑事） - 横島昭
- 坂崎禄朗（弘前北警察署警備課 巡査長） - 南条弘二
- 江坂了介（弘前北警察署 副署長） - ケーシー高峰
- 水越紀男（青森県警察本部警備課 刑事） - 布施博（幼少期：東谷柊一）

- その他

- 水越昌枝（紀男と別居中の妻） - 一色彩子
- 坂崎民子（坂崎の妻） - 斉藤とも子
- 水越拓郎（紀男と昌枝の息子・津軽三味線奏者・芸名「吉本加寿也」） - 山口翔悟
- 相原宏次郎（リンゴ園経営・津軽三味線奏者） - 春田純一
- 立花美奈子（「CLUB ラトビア」ママ・錦織の恋人） - 日下由美
- 錦織勝（山下組 幹部） - 中西良太
- 村岡容子（津軽塗の塗り師・拓郎の恋人） - 堀口茉純
- 寺山（五所川原立佞武多の事務員） - 深谷絵美
- 紀加寿（紀男の父・元津軽三味線奏者・故人） - 寺田農

第8作「あずさ・松本城殺人事件」（2008年）
- 警察関係者

- 倉田（松本中央警察署 副署長） - ベンガル
- 牧村直美（松本中央警察署 刑事） - 七瀬なつみ
- 坂崎肇（諏訪南警察署 刑事・篠塚の元部下） - 堤大二郎
- 遠山（松本中央警察署 刑事） - 葉山和彦
- 矢追（松本中央警察署 刑事） - 平塚真介
- 青田（松本中央警察署 刑事） - 橋爪遼
- 草野（松本中央警察署 立番警官） - 渡部雄作
- 橋爪保（松本中央警察署 刑事課長） - 芦川誠
- 松本中央警察署 鑑識 - 伊集院八朗
- 伴滝雄（松本中央警察署 刑事） - 寺島進
- 篠塚龍三（松本中央警察署 前署長・風間の警察学校の同期） - 小野寺昭

- その他

- 篠塚法子（篠塚の娘・松本交響楽団所属のチェリスト） - 山田まりや
- 高城元久（山来と房子の息子・法子の恋人・山岳写真家） - 蟹江一平
- 藤江真理子（諏訪ファイナンス 事務員 → 7年前から日本精機工業 社員） - 濱田万葉
- 光子（日本精機工業 社員） - 芦田由夏
- 高城房子（山来の元妻・農家） - 野川由美子
- 山来芳郎（7年前の村越徹夫殺害の容疑者 → 昨年死亡） - 田口計
- 野木邦彦（日本精機工業 機械工・真理子のストーカー） - 小椋毅
- 吉原雅也（日本精機工業 社長の息子・吉原写真館 店主・真理子の恋人） - 坂上忍

第9作「びわこ由美浜殺人事件」（2012年）
- 警察関係者

- 大城静香（大津中央警察署刑事課強行犯係 刑事） - 柴田理恵
- 安永（大津中央警察署刑事課強行犯係 係長） - 曽我廼家文童
- 立原（大津中央警察署刑事課強行犯係 刑事） - 春田純一
- 勝田（大津中央警察署刑事課強行犯係 刑事） - 渋谷哲平
- 水島（大津中央警察署刑事課強行犯係 刑事） - 黒川英二
- 藤岡（大津中央警察署 鑑識員） - 伊集院八朗
- 大津中央警察署 立番警官 - 田井克幸
- 西田琢美（大津中央警察署 副署長） - 鶴田忍

- その他

- 角村紀久代（蝋燭店「伯蝋堂」絵付け師・健太郎の幼馴染） - 床嶋佳子
- 久保健太郎（居酒屋「久保」主人） - 羽場裕一
- 河辺庄市（庄右衛門の長男・「伯蝋堂」専務） - 冨家規政
- 河辺継男（庄右衛門の次男・「伯蝋堂」職人） - 池田貴宏
- 半田江里子（「CLUB 江里子」ママ・南田の愛人） - クノ真季子
- 向井亮介（居酒屋「久保」板前見習い） - 吉田哲也
- 久保満里（居酒屋「久保」店員・健太郎の姪） - 坂口あずさ
- 南田聡（南田不動産 社長・前科者） - 木村康志
- 後藤幸雄（後藤金融 社長） - 高橋弘志
- 店員 - 田川ヱリナ
- 脇坂康晴（ホテル「びわ湖花街道」支配人・風間の大学時代の友人） - 伊吹吾郎
- 河辺庄右衛門（伯蝋堂 社長） - 津川雅彦

第10作「すみだ業平橋殺人事件」（2013年）
- 警察関係者

- 熊木ゆみ（墨田警察署 刑事） - 京野ことみ
- 水盛（墨田警察署 警備課長） - 斉藤暁
- 橋田（墨田警察署 刑事課長） - 片岡弘鳳
- 山瀬（墨田警察署 刑事） - 濱田和幸
- 田代（墨田警察署 刑事） - 田村幸士
- 岡本（墨田警察署 刑事） - 滝直希
- 墨田警察署 立番警官 - 大島宇三郎
- 小野田（墨田警察署 鑑識員） - 川久保宏之
- 箱崎寛一郎（墨田警察署 副署長） - 前田吟

- その他

- 本宮可奈子（クラブ「華」ママ） - 田中美奈子（少女期：琴子）
- 三田尻健（市川開発 常務・元弁護士） - 桜木健一
- 三田尻寿美代（三田尻の妻・義太郎の妹） - 姿晴香
- 市川義太郎（市川開発 社長） - 滝田裕介
- 市川隆明（義太郎の息子・市川開発 副社長） - 前田淳
- 白藤真一（隆明の高校後輩） - RIKIYA
- 本宮雄太朗（美奈子の息子・故人） - 小川拓哉
- 高須今日子（ホステス） - 三浦まゆ
- 権藤智子（権藤の娘・5年前死亡） - 林恵理
- 本宮美奈子（可奈子の妹・故人） - 渡辺みなみ（幼少期：池田桜子）
- 森脇大造（経営コンサルタント） - 渡辺裕之
- 権藤喜一（市川開発 専務） - 寺田農

第11作「みやぎ松島湾殺人事件」（2014年）
- 警察関係者

- 尾形誠二（松島警察署 刑事） - 大友康平
- 白川陽一郎（宮城県警察本部捜査一課 課長） - 榎木孝明
- 大槻典之（松島警察署 副署長） - 田山涼成
- 杉浦政吉（松島警察署 刑事） - 螢雪次朗
- 藤原貴弘（宮城県警察本部捜査一課 刑事） - 中西良太
- 大熊（立番警官・巡査） - 久保田磨希
- 七緒美咲（松島警察署 刑事） - 木内晶子
- 今野裕一（松島警察署 刑事課長） - 塩山義高
- 吉田正彦（松島警察署 刑事） - 吉田祐健
- 高田（宮城県警察本部捜査一課 刑事） - 田井宏明
- 佐山（宮城県警察本部捜査一課 刑事） - 清河寛
- 石本（松島警察署 鑑識課長） - 川久保宏之

- その他

- 野本杏子（カフェ「ミルトン」店長） - 遠山景織子
- 坂巻節子（坂巻の母） - 左時枝
- 坂巻哲也（こけし職人） - 大浦龍宇一
- 伊野武（庄司の同僚） - 中村靖日
- 主婦 - 大島蓉子
- 熊谷絵里（カフェ「ミルトン」店員） - 尾崎亜衣
- 庄司和也（介護老人保健施設「清風」ケアワーカー） - 辞本直樹
- 看護師 - 佐藤恭子
- 小島小百合（しおはま診療所 看護師） - 野田久美子
- 文（受付嬢） - 林恵理

第12作「阿波おへんろ殺人事件」（2015年）
- 警察関係者

- 清水由紀（阿南中央警察署地域課） - 東ちづる
- 河田慎哉（阿南中央警察署 副署長） - 近藤芳正
- 箕田功補（阿南中央警察署 刑事課長） - 有薗芳記
- 井本学（阿南中央警察署交通課） - 緋田康人
- 津村健吾（阿南中央警察署 刑事） - 阪田マサノブ
- 西野明（阿南中央警察署 刑事） - 小林正寛
- 清浜潔（阿南中央警察署 鑑識課長） - 堀本能礼
- 阿南中央警察署 鑑識 - 谷口知輝
- 刑事 - 中鶴間大陽
- 益田純一郎（鳴門北警察署 署長） - 伊武雅刀

- その他

- 坂本和彦（徳島県立阿南西高等学校 硬式野球部 元捕手〈現コーチ〉・居酒屋「酒樂亭」板前） - 別所哲也（高校生：中山雄貴）
- 三木宏隆（徳島県立阿南西高等学校 硬式野球部 元投手・ドバシ建設 派遣社員） - 本宮泰風（高校生：木村隼人）
- 田中武士（大谷焼窯元「森陶器」陶磁器工） - 仁科貴
- 中谷充（クラブ「アールズ」オーナー） - 國本鐘建
- 本郷力也（ヤクザ風の男・金融業） - 木下通博
- 坂本進平（坂本和彦の息子） - 田中蒼馬
- ドバシ建設 社長 - 笹木俊志
- 水野（徳島県立阿南西高等学校 硬式野球部監督） - 椿欣也
- 大谷焼窯元「森陶器」陶磁器工 - 新井政男
- 森大樹（森信吾の息子・笹木春香の恋人で春香殺害の容疑者 → 獄中自殺） - 奥山寛
- 笹木春香（笹木邦子の娘・10年前殺害） - 清川千里
- 笹木邦子（風間と清水由紀に接待した女性） - 水野久美
- 森信吾（大谷焼窯元「森陶器」陶磁器工） - 大杉漣

第13作「ほくと函館湾殺人事件」（2017年）
- 警察関係者

- 時田真之（函館北斗警察署 刑事課長） - 宇梶剛士
- 富山祐介（函館北斗警察署 副署長） - 神保悟志
- 河野靖（函館北斗警察署交通課） - 山崎樹範
- 小島勝（函館北斗警察署 交通課長） - 杜澤たいぶん
- 南井孝（函館北斗警察署刑事課） - 加藤虎ノ介
- 平田淳平（函館北斗警察署 生活安全課長） - 田井克幸
- 大塚（函館北斗警察署刑事課） - 岡田優
- 函館北斗警察署 鑑識 - 福崎峻介
- 安斎詠美（函館北斗警察署生活安全課 主任） - 浅野温子

- その他

- 松本藍（函館海鮮料理「海光房」従業員・先月仮出所し保護観察中） - 東風万智子（幼少期：勝木燈緒）
- 本川和志（詐欺グループの番頭） - 斎藤歩
- 黒田哲生（函稜高等学校の卒業生・宍戸の同級生） - 黒川英二
- 古田理恵（函館海鮮料理「海光房」従業員） - 亜呂奈
- 辺見由希（函館海鮮料理「海光房」従業員） - 横田有紀
- 阪本（阪本の息子） - 池田たかひろ
- 柿沢寛二（詐欺師・3年前 返金を迫った宍戸をナイフ刺殺したが直後にそのナイフで藍に刺され死亡） - 岡部尚
- 宍戸信彦（藍の婚約者・3年前刺殺） - 藤森賢治
- 金山圭介（詐欺グループの元締めと思われている男・3年前から行方不明） - 山野久治
- 函館市北方民族資料館 アイヌの工芸品の展示者 - 新井政男
- 結城美津江（詐欺師・旅館「竹葉新葉亭」元仲居・3年前失踪） - 庭田育美
- 松本巴（藍の母・故人） - 山本菜穂
- 函館海鮮料理「海光房」板前 - 城島イケル
- 川谷健太郎（詐欺グループの掛け子・未成年時に詠美に補導された） - 後藤和樹
- 立花浩（旅館「竹葉新葉亭」オーナー・考古学マニア） - 堀内正美
- 秋葉達也（秋葉不動産 社長） - 三浦浩一

第14作「金沢〜輪島・金箔殺人事件」（2019年）
- 警察関係者

- 牧村みさと（石川県金沢北警察署 刑事課長） - 麻生祐未
- 山住徹（石川県金沢北警察署刑事一課 刑事） - 金山一彦
- 大林圭介（石川県金沢北警察署 副署長） - 大高洋夫
- 藤倉伸吾（石川県金沢北警察署刑事一課 刑事） - 池田たかひろ
- 島原（石川県金沢北警察署刑事一課 刑事） - 野々村仁
- 豊川（石川県金沢北警察署刑事一課 刑事） - 谷本貴彦
- 中沢繁彦（石川県金沢北警察署刑事一課 刑事） - 宅麻伸

- その他

- 作田浩太（作田金銀製箔 専務・智弘の息子） - 内野謙太（中学生：戸塚世那）
- 中沢恵子（中沢の妻・15年前死亡） - 青山倫子
- 水島誠（箔屋の職人・亜子の婚約者） - 尾関陸
- 榎本亜子（中沢と恵子の娘） - 加弥乃（小学生：岡﨑愛莉）
- 関口勝也（キッチンカー「takkaali」店主） - 崔哲浩
- 大曽根修二（浩太の同級生） - 北代高士
- 金銀箔工芸さくだ 店員 - 諏訪ひろ代
- 寺崎武雄（箔屋の親方） - 伊吹吾郎
- 作田智弘（作田金銀製箔 社長） - 中原丈雄
- 榎本初枝（恵子の母・亜子の祖母） - 香山美子

第15作「塩屋岬いわき殺人事件」（2022年）
- 警察関係者

- 西野賢一（福島県いわき常磐警察署 刑事） - 中山優馬
- 貴崎寛治（福島県いわき常磐警察署 刑事課長） - 岡田浩暉
- 藤沢華（福島県いわき常磐警察署 刑事） - 吉本実憂
- 田島泰（福島県いわき常磐警察署 副署長） - おかやまはじめ
- 川谷（福島県いわき常磐警察署 刑事） - 金井勇太
- 佐々木（福島県いわき常磐警察署 刑事） - 齋藤修
- 倉持大（福島県警OB） - 勝野洋
- 刑事　※兼 方言指導（福島県いわき常磐警察署 刑事）- 蛭田智道

- その他

- 宮本あかり（地元旅館「古滝屋」従業員・西野の恋人） - 足立梨花（13歳：中田華月）
- 中沢留美（投資会社「エムズサイド」顧客担当・あかりの妹） - 大後寿々花（少女期：上田帆乃佳）
- 小野久志（宅配ドライバー） - 小倉一郎
- 新沼義晴（旅館「高屋」元従業員） - 山本浩司
- 室屋和宏（投資会社「エムズサイド」社長） - 河相我聞
- 小野卓（久志の息子） - 池田たかひろ
- 浜口（旅館「高屋」元従業員） - 小山晶士
- 根津重彦（喫茶店「會津壹番館」店主） - 横内正
- 向井邦枝（地元旅館「古滝屋」女将） - 堀内敬子

第16作「富士山河口湖殺人事件」（2023年）
- 警察関係者

- 松島翔太（山梨県富士中央警察署 刑事） - 三浦獠太
- 安藤光（山梨県富士中央警察署 刑事課長） - 山田純大
- 飯塚五郎（山梨県富士中央警察署 刑事） - 田中要次
- 宇佐美良一（山梨県富士中央警察署 刑事） - 石垣佑磨
- 奈良岡恵子（山梨県富士中央警察署 鑑識課） - 二宮芽生
- 丸森明（山梨県富士中央警察署 副署長） - 斉藤暁

- その他

- 笠松瑛太（ITコンサル会社「富岳」社長） - 戸塚祥太（A.B.C-Z）
- 加納恵（湖で絞殺体で見つかった女性） - 寺浦麻貴
- 岡田智久（元スモモ信用金庫 行員・故人） - 小久保丈二
- 清川（山梨日報 編集長） - 小野沢智子
- 柳下良治（富堂建設企画部 社員） - 河村晃太郎
- 榎田（裏社会の人間） - 七枝実
- 根本辰雄（富堂建設企画部 課長） - 山本諭
- 加納敦（元スモモ信用金庫 行員・恵の父・病死） - 芝崎昇
- 瀬川雄一郎の取り巻き - 新井政男
- 桑原（山梨県水産技術センター 職員） - 谷本貴彦
- 本木啓介（富堂建設企画部 部長・瀬川雄一郎の元私設秘書） - 石原生涯
- 住田誠一（元スモモ信用金庫 行員） - 中本賢
- 西岡秀美（山梨県水産技術センター 客員教授） - 黒谷友香
- 瀬川雄一郎（富士峰市議会議員） - なべおさみ
- 松平太一郎（衆議院議員） - 平泉成

第17作「とやま庄川峡殺人事件」（2024年）
- 警察関係者

- 葛城文雄（富山県警西富山警察署刑事課長） - 渡辺大
- 平山孝明（富山県警西富山警察署刑事課 刑事） - タモト清嵐
- 富田正一（富山県警西富山警察署刑事課 刑事） - 林カラス
- 佐久間啓太郎（元富山県警西富山警察署刑事課 刑事） - 浅見小四郎
- 鶴見恵一（富山県警西富山警察署 副署長） - 金田明夫

- その他

- 上宮正樹（井波彫刻 彫刻師・千代子の夫・3年前死亡） - 高橋和也
- 桑原泰三（桑原建設 社長・入婿） - 長谷川朝晴
- 大貫正弘（自称イベンター・実は詐欺師・3年前に刺殺死） - 相島一之
- 真砂信一郎（彫刻師・井波彫刻 組合長） - 大石吾朗
- 桑原純子（泰三の妻・桑原建設 副社長） - 梅宮万紗子
- 小曾根彰（東条絵里が入れあげていたホスト） - 田中俊介
- 時任真澄（クラブ「Butterfly」のママ） - 赤間麻里子
- 東条絵里（遺体で発見されたクラブホステス・大貫正弘刺殺事件の目撃者） - 桜木梨奈
- 村沢初美（大牧温泉一軒宿の若女将） - 染谷有香
- 桑原ありさ（桑原純子の連れ子） - 宝辺花帆美
- 佐久間の妻 - 横田有紀
- 彫刻師（木工彫刻体験教室の講師） - 齋藤修
- 村沢健吾（大牧温泉一軒宿の支配人） - 谷本貴彦
- 上宮鈴美（上宮夫妻の娘・20年前に誘拐致死） - 静莉子
- 島之内五郎（東京の美術商） - 田中健
- 上宮千代子（大牧温泉一軒宿の大女将） - 名取裕子

## 主人公の赴任先と舞台となる場所
- 第1作 - 岩手県警盛岡南警察署（岩手県盛岡市）
- 第2作 - 秋田県警秋田中央警察署（秋田県秋田市）
- 第3作 - 新潟県警新潟中警察署（新潟県新潟市）
- 第4作 - 富山県警富山西警察署[注 4]（富山県富山市）
- 第5作 - 長野県警上田中央警察署（長野県上田市）
- 第6作 - 香川県警高松中央警察署（香川県高松市）
- 第7作 - 青森県警弘前北警察署（青森県弘前市）
- 第8作 - 長野県警松本中央警察署（長野県松本市）
- 第9作 - 滋賀県警大津中央警察署（滋賀県大津市）
- 第10作 - 警視庁墨田警察署（東京都墨田区）
- 第11作 - 宮城県警松島警察署（宮城県松島町）
- 第12作 - 徳島県警阿南中央警察署（徳島県阿南市）
- 第13作 - 北海道警函館北斗警察署（北海道北斗市）
- 第14作 - 石川県警金沢北警察署（石川県金沢市）
- 第15作 - 福島県警いわき常磐警察署（福島県いわき市）
- 第16作 - 山梨県警富士中央警察署（山梨県）
- 第17作 - 富山県警西富山警察署（富山県）

## スタッフ
- 原作 - 中津文彦
- 脚本 - 田上雄（第1作）、中岡京平、関本郁夫、峯尾基三（第8作）、尾西兼一（第9作・第10作）、小木曽豊斗（第11作）、鈴木康弘（第11作・第12作）、いずみ玲（第13作・第14作）、黒木久勝（第15作）、森下直（第16作・第17作）
- 音楽 - 大島ミチル、吉川清之（第8作）、遠藤浩二（第9作）、濱田貴司（第10作 - ）
- 監督 - 中村金太（第1作・第8作）、関本郁夫（第2 - 7作）、藤嘉行（第9作）、金佑彦（第10作）、金澤克次（第11作 - 14作）、本田隆一（第15作）、村松弘之（第16作）、鈴木浩介（第17作）
- 統括プロデューサー - 不破俊之（テレビ東京 / 第1作）
- チーフプロデューサー - 小川治（テレビ東京 / 第2作・第3作・第6作 - 第10作）、大田哲夫（テレビ東京 / 第4作・第5作）、橋本かおり（テレビ東京 / 第1作 - 第12作）[注 5]、中川順平（テレビ東京 / 第13作・第15作 - ）
- プロデューサー - 鶴間和夫（第1作 - 第8作）、川渕豊喜（第2作 - 第5作・第7作・第9作）、笠谷智之（第6作）、小野鉄二郎（第8作）、本間信行（第9作 - 第14作）、須藤安芸子（第9作 - 第14作）、進藤盛延（第9作）、佐々木彰（テレビ東京 / 第11作）、渡辺一仁（テレビ東京 / 第11作 - 第13作）、中川裕規（第12作・第13作・第17作）、山鹿達也（テレビ東京 / 第14作 - ）、高﨑稔千（第15作）、木村康信（C.A.L / 第15作 - ）、佐野奈緒子（C.A.L / 第16作 - ）
- デスク - 金子正男（テレビ東京 / 第1作 - 第3作）
- 製作 - テレビ東京、BSジャパン → BSテレビ東京、C.A.L

## 放送日程
| 話数 | 放送日         | サブタイトル             | 原作                       | 脚本                | 監督     | 視聴率 |
| ---- | -------------- | ------------------------ | -------------------------- | ------------------- | -------- | ------ |
| 1    | 2003年03月05日 | みちのく北上川殺人事件   | 「七人の共犯者」           | 田上雄              | 中村金太 | 13.1%  |
| 2    | 2004年02月04日 | こまち田沢湖殺人事件     | 「こまち田沢湖殺人事件」   | 中岡京平            | 関本郁夫 | 11.3%  |
| 3    | 2005年05月04日 | えちご恋人岬殺人事件     | 「えちご恋人岬殺人事件」   | 中岡京平            | 関本郁夫 | 10.0%  |
| 4    | 2006年01月25日 | とやま地獄谷殺人事件     | 「とやま地獄谷殺人事件」   | 中岡京平            | 関本郁夫 | 10.7%  |
| 5    | 9月06日        | しなの千曲川殺人事件     | 「しなの千曲川殺人事件」   | 峯尾基三            | 関本郁夫 | 14.7%  |
| 6    | 2007年04月04日 | さぬき・金毘羅殺人事件   | 「さぬき・金毘羅殺人事件」 | 安本莞二            | 関本郁夫 | 10.7%  |
| 7    | 10月31日       | つがる弘前城殺人事件     | 「つがる弘前城殺人事件」   | 峯尾基三            | 関本郁夫 | 10.9%  |
| 8    | 2008年07月02日 | あずさ・松本城殺人事件   | 「あずさ松本駅殺人事件」   | 峯尾基三            | 中村金太 | 11.1%  |
| 9    | 2012年03月07日 | びわこ由美浜殺人事件     | 「びわこ由美浜殺人事件」   | 尾西兼一            | 藤嘉行   | 08.2%  |
| 10   | 2013年07月17日 | すみだ業平橋殺人事件     |                            | 尾西兼一            | 金佑彦   |        |
| 11   | 2014年10月08日 | みやぎ松島湾殺人事件     |                            | 小木曽豊斗 鈴木康弘 | 金澤克次 |        |
| 12   | 2015年11月11日 | 阿波おへんろ殺人事件     |                            | 鈴木康弘            | 金澤克次 |        |
| 13   | 2017年05月03日 | ほくと函館湾殺人事件     |                            | いずみ玲            | 金澤克次 |        |
| 14   | 2019年11月04日 | 金沢〜輪島・金箔殺人事件 |                            | いずみ玲            | 金澤克次 |        |
| 15   | 2022年01月24日 | 塩屋岬いわき殺人事件     |                            | 黒木久勝            | 本田隆一 |        |
| 16   | 2023年04月24日 | 富士山河口湖殺人事件     |                            | 森下直              | 村松弘之 |        |
| 17   | 2024年06月24日 | とやま庄川峡殺人事件     |                            | 森下直              | 鈴木浩介 |        |

- 視聴率はビデオリサーチ調べ、関東地区・世帯